# Ręka (opowiadanie)
Ręka (szw. Handen) – opowiadanie kryminalne z 2013 roku autorstwa szwedzkiego pisarza Henninga Mankella. Jej polskie wydanie ukazało się w tym samym roku nakładem wydawnictwa WAB w tłumaczeniu Pauliny Jankowskiej. Opowiadanie to zostało pierwotnie wydane w Holandii w 2004 roku pt.  Het Graf (szwedzka nazwa Händelse om hösten).

## Fabuła

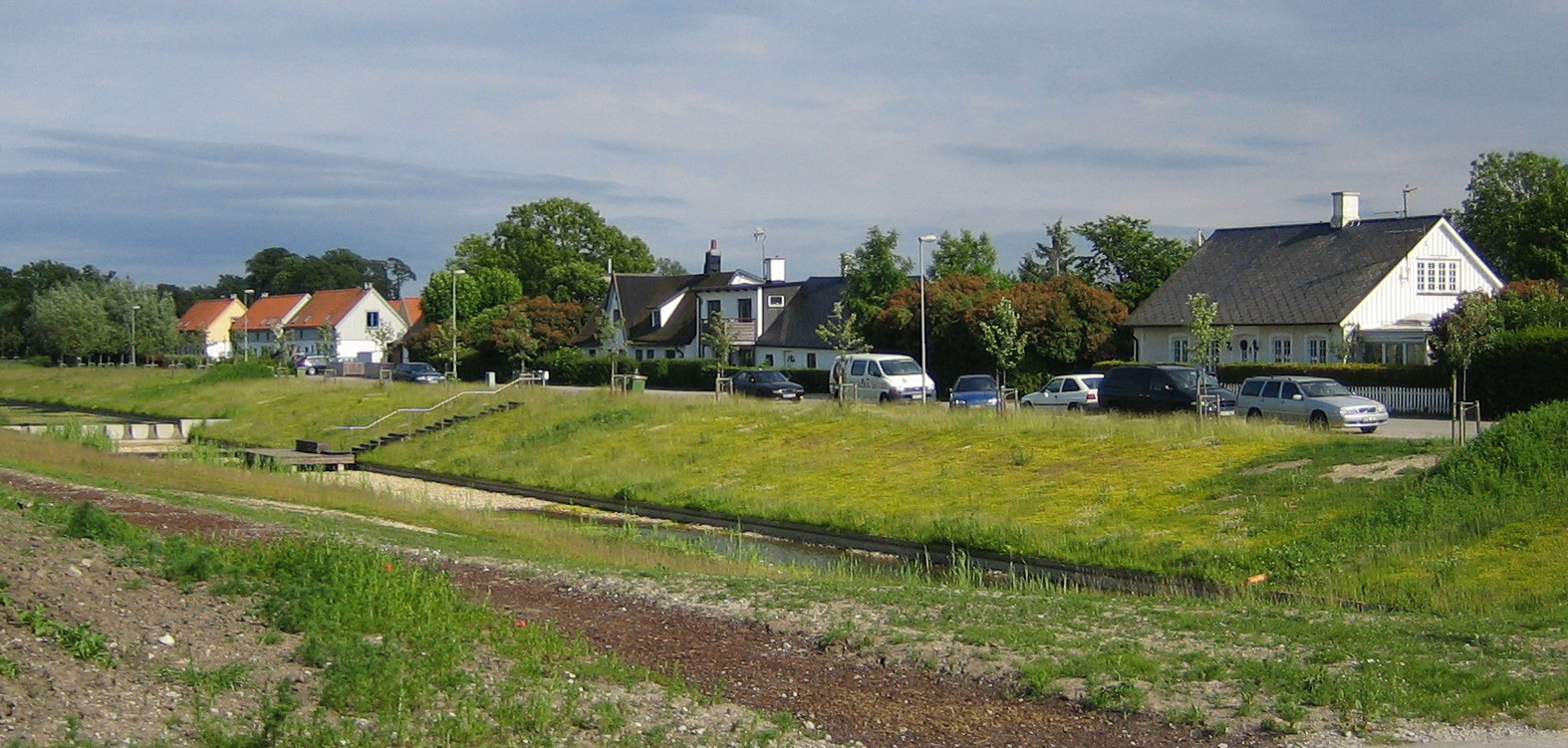
Dom w Skanii – marzenie Wallandera

Akcja rozpoczyna się jesienią 2002 roku. Kurt Wallander postanawia spełnić marzenie swojego życia – wyprowadzić się z mieszkania na Mariagatan w Ystad, gdzie mieszka z córką Lindą, która jest policjantką w tym samym co on komisariacie. Za namową Martinssona, kolegi z pracy, rozważa możliwość kupna domu na Vretsvägen w Löderup, w pobliżu miejsca, gdzie kiedyś mieszkał jego ojciec. Dom, który chce sprzedać kuzyn żony Martinssona Karl Eriksson, należał wcześniej  do Gustava Henandera, a jeszcze przedtem do Ludviga Hanssona. Podczas spaceru po ogrodzie Wallander potyka się o wystającą z ziemi rękę. Okazuje się, że zwłoki przeleżały w ziemi bardzo długo. Śledztwo, początkowo niedofinansowane, sięga do czasów II wojny światowej.
Akcja opowiadania rozgrywa się przed akcją powieści Niespokojny człowiek. Było ono początkowo publikowane tylko w Holandii. Po zakończeniu serii o Wallanderze Mankell był namawiany przez czytelników do jej kontynuowania. Pośrednią odpowiedzią na to było wydanie Ręki, która opisuje ostatnie śledztwo Kurta Wallandera. Książka zawiera też obszerny dodatek Świat Wallandera, opisujący uniwersum detektywa - jego nawyki, osoby, z którymi się zetknął i miejsca, w których przebywali.